# Leiosyrinx liphaima
Leiosyrinx liphaima é uma espécie de gastrópode do gênero Leiosyrinx, pertencente a família Raphitomidae.